# تاي تايلور
تاي تايلور (بالإنجليزية: Ty Taylor)‏ هو موسيقي أمريكي، ولد في 5 يناير 1969 في مونتكلير ‏ في الولايات المتحدة.

## وصلات خارجية
- تاي تايلور على موقع IMDb (الإنجليزية)
- تاي تايلور على موقع ميوزك برينز (الإنجليزية)
- تاي تايلور على موقع ديسكوغز (الإنجليزية)
- تاي تايلور على موقع قاعدة بيانات الفيلم (الإنجليزية)